# ディスカバリーファミリー
ディスカバリーファミリー（Discovery Family、放送ではディスカバリー・ファミリー・チャンネル（Discovery Family Channel）として知られ、DFCと略されている）は、The Cartoon Network, Inc.とハズブロ・エンターテインメントが運営するアメリカのケーブルテレビネットワークチャンネル。

## 概要

HUBネットワークのロゴ。

ディスカバリーファミリーは元々1996年10月22日にディスカバリーキッズとして開局し、2010年10月10日にはハズブロ社と合弁でHUBネットワークに改称。2014年10月13日に現在の名称ディスカバリーファミリーとなった。

## 主な番組
主な番組としてはハズブロが著作権を持つ作品やディスカバリーチャンネルの再放送やオリジナル番組が放送されている。
- マイリトルポニー〜トモダチは魔法〜
- マイリトルポニー: エクエストリア・ガールズ
- マイリトルポニー: ポニーライフ
- トランスフォーマー
- 地上最強のエキスパートチーム G.I.ジョー
- Sabrina: Secrets of a Teenage Witch
- スーパーヒーロー・スクワッド・ショー
- パウンド・パピーズ
- 火力少年王（奥飛娯楽制作のアメリカ版『Blazing Team』として2015年放送）
- ダン Vs.